# Dietmar Nill
Dietmar Nill (* 1956) ist ein deutscher Naturfotograf und Filmemacher.

## Leben
Seit 1996 arbeitet er hauptberuflich als Naturfotograf, nachdem er zuvor als Krankenpfleger tätig war.
Vom Gesellschaft Deutscher Tierfotografen (GDT) wurde er 1986 mit dem Fritz Steiniger Preis ausgezeichnet.
Seine Arbeiten wurden in zahlreichen deutschsprachigen und internationalen Magazinen, Kalendern und Bildbänden veröffentlicht. Ein thematischer Schwerpunkt seiner Fotografie liegt auf Fledermäusen, die er in Zusammenarbeit mit wissenschaftlichen Institutionen dokumentiert.
Im Rahmen des Projekts Wild Wonders of Europe fotografierte er 2008 in Bulgarien.
Seitdem beschäftigt er sich verstärkt mit Naturfilm, insbesondere mit Hochgeschwindigkeitsaufnahmen zur Darstellung von Tierverhalten.
2013 veröffentlichte Nill in Zusammenarbeit mit National Geographic das Buch „Wilde Tiere in Deutschland“.
Er ist zudem als Referent für Fotoworkshops und -reisen tätig.

## Werke (Auswahl)
- 2014: Die Rückkehr der Wanderfalken, Dokumentarfilm, WDR
- 2014: Die Reise der Schneeeulen
- 2012: Unsere Streuobstwiesen, Imagefilm, Umweltforschungsinstitut Tübingen
- 2012: Naturwunder im Biosphärengebiet Schwäbische Alb (Ausstellungsfilm)
- 2019–2021: Der wilde Wald – Natur Natur sein lassen
- 2020–2022: Vogelperspektiven
- 2025: Was die Alb uns erzählt, Kinofilm[4]